# Bekalta, Tunisia
Bekalta (arabă البقالطة, al-Bikalita) este un oraș în Guvernoratul Monastir, Tunisia.